# Francisco del Villar
Francisco del Villar (n. 1920-m. 1 de setembre de 1978) va ser un director de cinema mexicà, productor i guionista. Va dirigir 22 pel·lícules, 13 llargmetratges i 9 curts i curts documentals, entre 1952 i 1975. El seu curtmetratge Mundo ajeno va obtenir la conquilla de plata al Festival Internacional de Cinema de Sant Sebastià 1957. La seva pel·lícula El tejedor de milagros va ser seleccionada per a participar en el 12è Festival Internacional de Cinema de Berlín.
Durant la seva carrera es va destacar perquè en la majoria de les seves pel·lícules va treballar al costat de canviats de nom guionistes, com Josefina Vicens o Vicente Leñero o va adaptar obres literàries d'importants escriptors, com José Revueltas.

## Filmografia selecta
- El tejedor de milagros (1962, dirigí i treballà en el guió amb l'escriptor Emilio Carballido basant-se en l'obra homònima d'Hugo Argüelles).
- Los cuervos están de luto (1965, badada en el llibre homònim de José Revueltas).
- Domingo salvaje (1967, va dirigir i va treballar en el guió al costat de l'escriptor Emilio Carballido basant-se en la novel·la Savage Holiday de l'escriptor estatunidenc Richard Wright).
- Las pirañas aman en cuaresma (1969, va dirigir i va treballar en el guió al costat de l'escriptor Hugo Argüelles).
- La primavera de los escorpiones (1971) va dirigir i va treballar en el guió al costat de l'escriptor i autor del text, Hugo Argüelles.
- El monasterio de los buitres (1973, va dirigir i va treballar en el guió basat en l'obra Pueblo rechazado de Vicente Leñero).
- Los perros de Dios (1974, dirigí un guió original de l'escriptora Josefina Vicens).
- El llanto de la tortuga (1975, dirigí i a més treballà en el guió amb el dramaturg Vicente Leñero)
- El lugar sin límites (1978, exclusivament com a productor)
- La viuda negra (1978, exclusivament com a escriptor).